# NTFS
NTFS (New Technology File System) är ett standardfilsystem utvecklat av Microsoft för Windows NT och dess avkomlingar Windows 2000, Windows XP, Windows Server 2003, Windows Vista, Windows 7, Windows 8 och Windows 10. Ett filsystem kan jämföras med hur bibliotek sorterar sina böcker. För att enkelt hitta rätt bok används ett system för att ordna böckerna, till exempel ordnas böckerna i bokstavsordning eller efter genre. Filsystemet ordnar filerna så att det blir enkelt för operativsystemet att nå filerna när de behövs.
NTFS ersätter Microsofts tidigare filsystem FAT och HPFS, som användes i MS-DOS respektive OS/2 och tidigare versioner av Windows. NTFS har flera förbättringar, bland annat bättre stöd för metadata.
NTFS finns i fem versioner: v1.0, v1.1 och v1.2 finns i NT 3.51 och NT 4, v3.0 finns i Windows 2000 och v3.1 finns i Windows XP och Windows Server 2003. Dessa olika versioner kallas ibland v4.0, v5.0 och v5.1, för att matcha versionerna av Windows som de återfinns i.

## Intern struktur
I NTFS är allting som har något att göra med en fil (till exempel filnamn, senaste ändringsdatum, behörigheter för åtkomst och även innehåll) lagrad som metadata. Detta tillvägagångssätt gör det lätt för utvecklarna att lägga till nya funktioner, men gör att en filkorruption kan bli svårare att återställa. En fil kan även innehålla flera dataströmmar.
Filnamn lagras i unicode (kodad i UTF-16).
NTFS använder internt B+-träd för att indexera filsystemdata. Det tillåter snabbare åtkomst i många fall, men är komplicerat att implementera. En filsystemsjournal används för att garantera filsystemets integritet (men inte varje individuell fils integritet). System som använder NTFS har oftast bättre tillförlitlighet jämfört med FAT. I och med Windows Vista finns även stöd för transaktionalitet vad gäller grupper av filer, och fildata, för NTFS.

## Funktioner

### Filkomprimering
NTFS kan komprimera filer med en variant av algoritmen LZ77 (som också används i filformatet ZIP). Trots att läs- och skrivåtkomst till komprimerade filer är transparent rekommenderar Microsoft att undvika komprimering på serversystem eller nätverksenheter då det använder mycket processorkraft. En annan orsak är att asynkron I/O, vilket används flitigt i NT-baserade serversystem, ej fungerar med komprimerade filer. Detta beror i sin tur på de ytterligare kopieringar av minnesbuffertar som blir nödvändiga när data på disken inte motsvarar förfrågningar från program, samt att det aldrig har varit en prioriterad funktion.
I NTFS kan man använda Disk Quotas vilket gör att man kan begränsa diskutrymmet som får användas av olika användare i den aktuella volymen

## Begränsningar
- Största filstorlek: 232 kluster. 16 TB−64 kB implementerat (16 EiB−1 KiB teoretiskt)[4][förtydliga]
- Största partitionsstorlek: 256 TB−64 KB eller 16 TB−1 KB.[förtydliga] Begränsningar i MBR gör att maximal storlek på en partition kan vara 2 TB, vilket också var den största rekommenderade logiska enehten i NT workstation.[4] Numera används ofta ett annat format istället för den traditionella MBR, vilket tillåter större partitioner.

### Reserverade filnamn
Följande filnamn kan inte skapas på en NTFS-enhet på grund av systemets användande av olika komponenter.
- con (enstaka ord, oberoende av filändelse), en dataström som representeras som en fil
- com1 – com9 (inklusive alla enstaka heltal, oberoende av filändelse)
- lpt1 – lpt9 (inklusive alla enstaka heltal, oberoende av filändelse), eftersom de används för skrivarportar
- nul (oberoende av filändelse)
- prn (oberoende av filändelse)